# 北向敏幸
北向 敏幸（きたむき としゆき、1966年9月3日 - ）は、NHK青森放送局のチーフアナウンサー。
初任地の新潟を除き、以降の転勤先はいずれも北海道・東北地方内である（そのため、ラジオセンターを含む、東京本部での勤務経験がない。）。

## 人物
青森県立八戸西高等学校、慶應義塾大学卒業後、1993年入局。

## 嗜好
格闘技が趣味。空手・キックボクシング・剣術・杖道・居合道と幅広くこなす。好きな食べ物に関しては何でも食べて、好き嫌いはない。

## 担当番組
太字は担当中
新潟放送局時代
- にいがたニュース街道
- 新潟県のニュース

函館放送局時代
- 道南のニュース

札幌放送局時代
- 北海道のニュース

仙台放送局時代
- 宮城県・東北地方のニュース

帯広放送局時代
- 道東のニュース

青森放送局時代
- 青森県のニュース
- アナウンス統括（2019年6月-2022年6月）
- お国言葉で川柳、なもあんだも
- あっぷるラジオ
- あっぷるワイド（編集責任者、キャスター代行）
- あおもりもりもり
- 令和6年能登半島地震の緊急対応による金沢放送局への応援派遣
  - ニュースいしかわ845（2024年2月15日 - 16日）
  - 能登半島地震石川県のニュース・ライフライン情報（2024年2月18日[注釈 1]）